# Elatophilus stigmatellus
Elatophilus stigmatellus är en insektsart som först beskrevs av Zetterstedt 1838.  Elatophilus stigmatellus ingår i släktet Elatophilus, och familjen näbbskinnbaggar. Arten är reproducerande i Sverige.